# فرناندو زونيغا
فرناندو زونيغا (بالإسبانية: Fernando Zúñiga)‏ هو لغوي تشيلي، ولد في 6 يناير 1968 في سانتياغو في تشيلي.